# Сирийская католическая церковь
Сири́йская католи́ческая церковь (сир. ܥܕܬܐ ܣܘܪܝܝܬܐ ܩܬܘܠܝܩܝܬܐ, ʿĪṯo Suryayṯo Qaṯolīqayṯo; араб. الكنيسة السريانية الكاثوليكية‎; лат. Antiochenus Syrorum) — одна из восточнокатолических церквей западно-сирийского обряда сирийской традиции со статусом патриархата. Является церковью Sui iuris в полном общении со Святым Престолом. Резиденция главы церкви находится в Бейруте, Ливан. С 2009 года патриархом Сирийской католической церкви является Игнатий Иосиф III. По состоянию на 2018 год численность сиро-католиков составляла более 153 тысяч человек.
Католическая церковь на основе унии с частью нехалкидонитов Сирии возникла в 1656—1662 годах в результате раскола в Сиро-яковитской церкви, когда часть церкви приняла унию и объединилась с Римско-католической церковью. В 1702 году, после кончины сиро-католического патриарха, иерархическая линия сирийских католических патриархов прервалась. В 1782 году сиро-католическая иерархия была окончательно восстановлена. Преследования христиан в начале XX века в Османской империи и на Ближнем Востоке в начале XXI века привели к тому, что рост численности верующих церкви замедлился, а значительная часть сиро-католиков оказалась в эмиграции.

## Исторический очерк
Первые попытки установления евхаристического общения между Римско-католической церковью и Сиро-яковитской церковью возникли во времена крестовых походов. На Ферраро-Флорентийском соборе в 1444 году был принят декрет «Multa et Amirablia» об объединении с сиро-яковитами. С 1626 года в Алеппо члены католических монашеских орденов (иезуиты и капуцины) начали миссионерскую деятельность, вследствие чего большое число нехалкидонитов Сирии перешло в католицизм. В 1656 году был поставлен первый епископ для сиро-католиков, а в 1662 году сторонники унии в Сирийской церкви избрали патриархом прокатолического кандидата — Андрея Ахиджяна (1662—1677). Сиро-яковитская церковь раскололась на две фракции — сторонников и противников унии с Католической церковью. После смерти Ахиджяна в 1677 году каждая из сторон избрала своего патриарха, что окончательно оформило раскол. Однако в 1702 году после смерти преемника Ахиджяна Игнатия Петра VI (1677—1702), линия сирийских католических патриархов прервалась. С 1702 года были отдельные сиро-яковитские епископы, священники и миряне, признававшие себя католиками, однако единой организационной структуры Сирийской католической церкви не существовало. 
В 1782 году на патриарший престол Сиро-яковитской церкви патриархом был избран митрополит Алеппо Михаил Джарвих. Вскоре после избрания новый патриарх объявил себя католиком, бежал в Ливан и возобновил иерархическую линию сиро-католических патриархов. С момента патриаршества Михаила Джарве структуры Сирийской католической церкви сосуществовали с Сирийской дохалкидонской церковью. В 1829 году Сирийская католическая церковь была признана властями Османской империи, а в 1831 году была построена патриаршая резиденция в Алеппо. В 1850 году из-за беспорядков в ходе которых был тяжело ранен предстоятель церкви Игнатий Пётр VII (1820—1851), резиденция сиро-католического патриарха была перенесена в Мардин. В XIX веке на территории Ирака периодически возникали конфликты между сиро-яковитами и сиро-католиками из-за споров о контроле над городскими храмами. Рост количества верующих церкви был прекращён событиями в Османской империи в начале XX века. В 1920-е годы резиденция патриарха была перенесена в Бейрут, куда бежало множество сиро-католиков.
Преследования членов Сирийской католической церкви на Ближнем Востоке продолжились в начале XXI века. В 2010 году в Багдаде, в результате захвата террористами сиро-католической церкви погибли 58 человек. В 2015 году в Ираке членами ИГИЛ был уничтожен древний сиро-католический монастырь Мар Бехнам.

## Современное состояние

### Статистика
По данным ватиканского ежегодника Annuario Pontificio за 2018 год — общая численность верующих — 153 тысячи человек в Ираке, Сирии, Ливане, Иордании, Турции, США и других странах. Войны в Ираке и Сирии привели к эмиграции сиро-католиков из этих стран. По данным 2016 года церковь насчитывает 90 приходов, 127 священников и 13 епископов. Священники получают образование в семинарии в монастыре Шарфе, расположенном в районе Кесруан (Ливан). Сирийская католическая церковь находится в юрисдикции папы римского, с которым взаимодействие осуществляется Конгрегацией по делам восточных церквей. При этом Сирийский католический патриархат сохраняет автономию во внутренних делах. Официальный титул предстоятеля церкви — патриарх Антиохии и всего Востока. К имени патриарха традиционно добавляется имя Игнатий в честь священномученика Игнатия Богоносца.

### Административное устройство

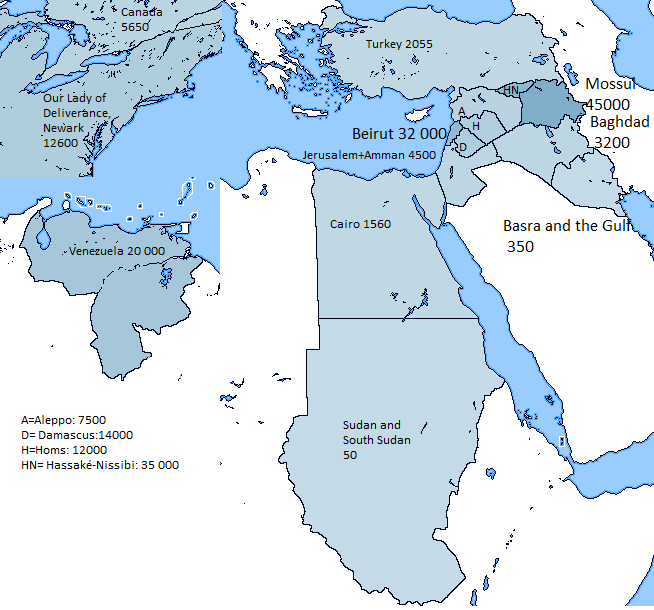
Юрисдикция Сирийской католической церкви

В настоящее время Сирийская католическая церковь состоит из 7 архиепархий и 3 епархий.
Патриархат Антиохии:
Архиепархии
- Архиепархия Адиабены
- Архиепархия Дамаска
- Архиепархия Хомса
- Архиепархия Алеппо
- Архиепархия Багдада
- Архиепархия Мосула
- Архиепархия Хасеке-Ниссиби

Епархии
- Епархия Бейрута
- Епархия Каира
- Епархия Пресвятой Девы Марии Избавительницы в Ньюарке (США)

Апостольские экзархаты
- Апостольский экзархат в Венесуэле верующих восточного обряда (сирийцев)

Патриаршьи экзархаты
- Патриарший экзархат Иерусалима
- Патриарший экзархат Турции
- Патриарший экзархат Басры и Кувейта

Патриаршьи зависимые территории
- Патриаршая зависимая территория Судана и Южного Судана

### Отношения с Сирийской церковью

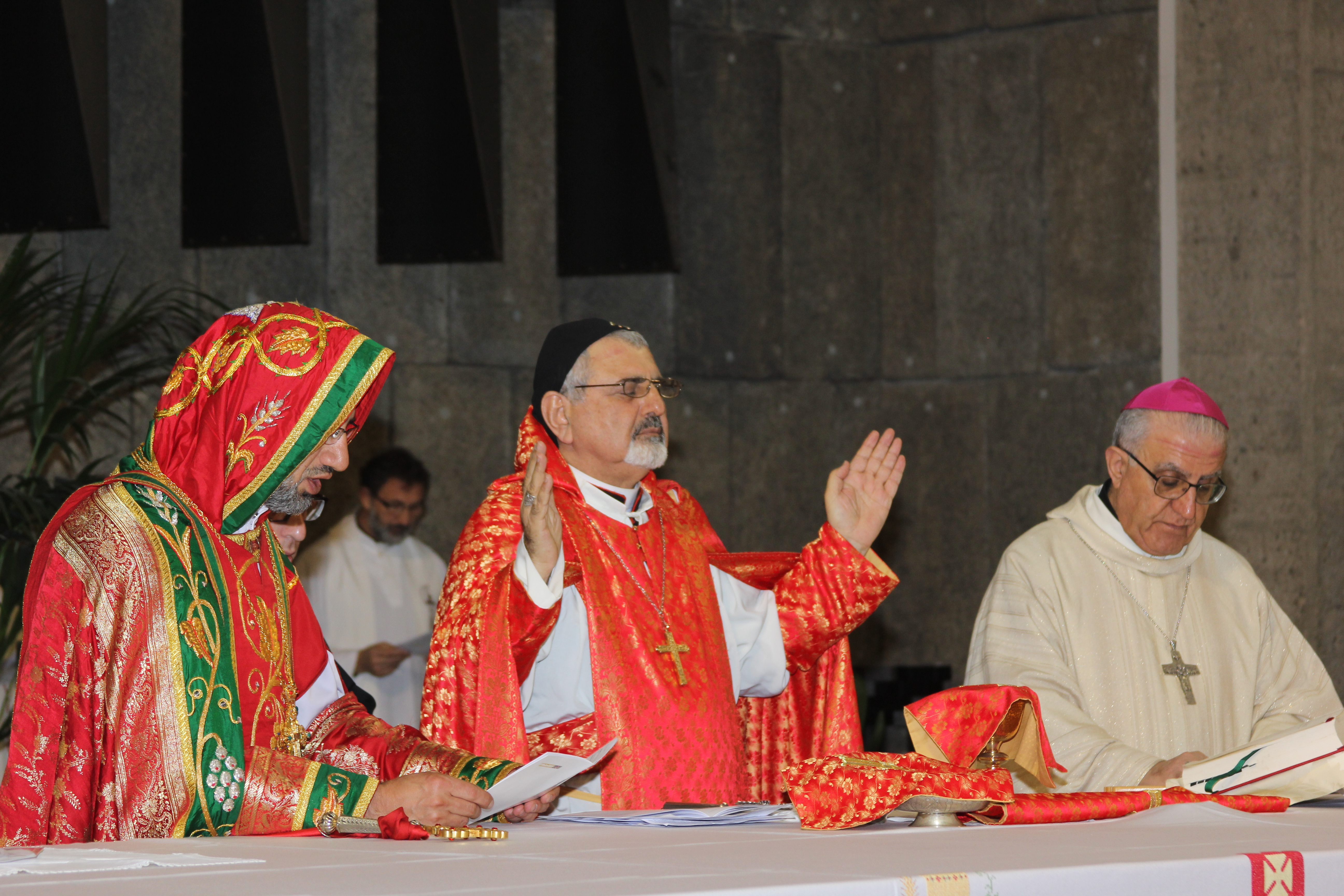
Совместная литургия патриарха Сирийской католической церкви Игнатия Иосифа III (в центре) с епископами Сиро-яковитской церкви и Халдейской католической церкви

Первые неофициальные богословские контакты между католиками и представителями Сиро-яковитской церкви прошли в рамках работы экуменической организации «Pro Oriente» в 1971 году в Австрии. В этом же году в Риме папа Павел VI (1963—1978) и сирийский патриарх Игнатий Яков III (1957—1980) подписали совместную декларацию. Данное соглашение стало основой для дальнейшего сближения между Сирийской и Католической церквями. Иерархи согласились в том, что нет никакой разницы в вере, которую они исповедуют относительно тайны Слова Божьего, ставшего плотью и ставшего по-настоящему человеком, даже если на протяжении веков возникали трудности из-за различных богословских выражений с помощью которых эта вера была выражена. 23 июня 1984 года папа Иоанн Павел II (1978—2005) и патриарх Сирийской церкви Игнатий Закка I Ивас (1980—2014) подписали совместную христологическую декларацию из десяти пунктов. Декларация заявляла о торжественном обязательстве стремления к полному единству между сирийской церковью и Римско-католической церковью. В данной декларации иерархи заявили об «общей вере в Иисуса Христа, истинного Бога и истинного Человека». 
Представители Сирийской католической церкви принимали участие в экуменическом диалоге церквей сирийской традиции, организованном католическим экуменическим фондом «Pro Oriente» в 1994, 1996, 1998, 2001, 2003 и 2004 годах. Представители Сирийской католической церкви ведут плодотворный двусторонний диалог с представителями Сиро-яковитской церкви, а также принимали участие в заседаниях Смешанной международной богословской комиссии  по диалогу между Католической и Древневосточными церквями, с католической стороны, в том числе участвовали в выработке совместных заявлений «Природа, Конституция и Миссия Церкви» (2009) и «Способ общения в жизни ранней церкви и его последствия для нашего поиска общения сегодня» (2015).

## Богословие
Сирийская католическая церковь находится в полном вероучительном единстве с Римско-католической церковью и исповедует все католические догматы. Священноначалие Сирийской католической церкви внесло большой вклад в развитие богословской мысли сирийской традиции в Католической церкви. К примеру, патриарх Игнатий Ефрем II (1898—1929) был известен своими сочинениями на сирийском языке и внёс большой личный вклад в решение папы Бенедикта XV (1914—1922) о признании Ефрема Сирина учителем Церкви. Патриарх Игнатий Бехнам II (1893—1897) был автором монографии в защиту папского первенства.

## Каноническое право
Основным документом канонического права Сирийской католической церкви, как и других восточнокатолических церквей, является Кодекс канонов Восточных церквей (лат. Codex canonum Ecclesiarum Orientalium), принятый 18 октября 1990 года конституцией «Sacri canones». Собор Сирийской католической церкви в Шарфе (1888) утвердил новый порядок избрания патриарха и принял правило об обязательном безбрачии клириков, по примеру Латинской церкви, что было утверждено папой Львом XIII. Однако у сиро-католиков имеются женатые священники, в частности женатые бывшие яковитские священники, перешедшие в Сирийскую католическую церковь.

## Богослужение
Сиро-католическая церковь использует западно-сирийский обряд, богослужение ведётся на сирийском и арабском языках. Обряд Сирийской католической церкви схож с богослужением нехалкидонской Сиро-яковитской церкви, за исключением некоторых особенностей, вызванных латинизацией. К примеру, у яковитов не совершается Литургия преждеосвященных Даров, однако её чин приводится в сиро-католическом служебнике, изданном в монастыре Шарфе (1922). При этом богослужение Сирийской католической церкви подверглось гораздо меньшей степени латинизации, чем традиция Маронитской католической церкви. 
Сирийское богослужение, исторически связанное с монофизитскими источниками было подробно изучено в Риме, прежде чем оно было допущено к использованию сирийскими католиками. Однако римо-католические ревизоры внесли относительно мало изменений. Из большого числа литургических анафор были выбраны наиболее древние: Иакова, Иоанна, Петра, Иоанна Златоуста, Сикста, папы римского, Матфея и Василия. Более поздние анафоры были признаны неортодоксальными. Также из Трисвятого была исключена вставка «распявшийся за нас», монофизитского патриарха Петра Гнафея (471—488): «Святый Боже, Святый Крепкий, Святый Бессмертный, распныйся за ны, помилуй нас».